# Hydroptila narifer
Hydroptila narifer är en nattsländeart som beskrevs av Oliver S. Flint Jr. 1991. Hydroptila narifer ingår i släktet Hydroptila och familjen smånattsländor. Inga underarter finns listade i Catalogue of Life.